# Augusto B. Leguía
Augusto Bernardino Leguía y Salcedo (19 tháng 2 năm 1863 - 7 tháng 2 năm 1932) là một chính trị gia Peru, người hai lần làm tổng thống của Peru, 1908-1912 và 1919-1930.

## Cuộc sống ban đầu
Augusto Leguía sinh tại Lambayeque vào năm 1863, và sau đó kết hôn vào một trong những gia đình nổi bật nhất của các ông trùm của Peru. Được giáo dục ở Valparaíso, Chile, ông phục vụ trong quân đội Peru trong cuộc Chiến tranh Thái Bình Dương (1879-1884).
Sau chiến tranh, ông đã chuyển đến Hoa Kỳ và trở thành một giám đốc bảo hiểm với Công ty Bảo hiểm nhân thọ New York. Đến năm 1900, Leguía đã trở nên rất giàu có và quyết định trở về Peru. Ông tham gia chính trị trong năm 1903 do sự thúc đẩy của Manuel Candamo (lúc đó là lãnh đạo của Đảng Civilista) và cũng của José Pardo, Thủ tướng Chính phủ. Leguía mất vị trí của Bộ trưởng Bộ Tài chính, một bài ông sẽ giữ lại cho đến năm 1904, khi cựu Thủ tướng José Pardo đã trở thành tổng thống. Pardo đã bổ nhiệm ông làm Thủ tướng Chính phủ cho, và ông chấp nhận và vẫn như vậy cho đến năm 1907, khi ông từ chức để chạy cho chức tổng thống vào năm sau.